# Port lotniczy Zhob
Port lotniczy Zhob (IATA: PZH, ICAO: OPZB) – krajowy port lotniczy położony w mieście Zhob, w prowincji Beludżystan, w Pakistanie.